# Overtocht
Overtocht, vroeger Overtogt,  is een voormalig buurtje in de gemeente Eemsdelta in de Nederlandse provincie Groningen. Het lag aan de huidige Kloosterlaan ten noordoosten van Wagenborgen, aan de voormalige Zomerdijk. Ter plaatse staan nu de boerderij Op de Hoogte en een burgerwoning. De weg volgde vanouds het tracé van de dijk, die met een grote bocht om een grote doorbraakolk en de nabijgelegen boerderijen heen liep. In de jaren 1950 werd de weg rechtgetrokken.
Het gehucht behoorde vroeger tot het kerspel Heveskes; de inwoners gingen echter in Wagenborgen ter kerke. Overtocht ligt het uiterste zuidoosten van de voormalige gemeente Delfzijl en grenst aan de gemeenten Termunten en Nieuwolda.

De naam Overtocht is ontleend aan een oud woord voor overzet of overtoom (met de wortel *overtiegen = 'over-trekken') , waar men kleine schepen over de dijk kon trekken. Een volksetymologie suggereert daarentegen dat de naam verwijst naar veerpont die reizigers over een tochtsloot of over de Dollard kon zetten. De schoolmeesters van Wagenborgen en Heveskes hadden in 1828 wel hun twijfels:
Overtogt, zegt men hier algemeen, is zijn naam verschuldigd aan ene van ouds bestaan hebbende overvaart over eene watering, doch waarvan thans niets meer te zien of te ontdekken is.
De naamsoorsprong laat zich gissen uit eene overvaart, die hier bevorens, over eenig water kan bestaan hebben: mogelijk is de doorbraak van den Zomerdijk, die alhier, blijkens de groote kolk alhier aanwezig, heeft plaats gehad, zoo aanzienlijk geweest, dat men dezelve, niet dadelijk heeft kunnen dempen; maar onderscheidene jaren heeft moeten werken, om door omdijking, deze breuk wederom te herstellen, en gedurende dien tijd, de vaart of overtogt, met schepen geschiedde. In de tweede plaats is het waarschijnlijk, dat deze benaming ontstaan is, uit den naam togt, dat zoo veel is als maar, diep of waterleiding, en zal dus Overtogt beteekenen eene buurt of gehucht, dat over den togt lag.
De doorbraakkolk is ontstaan ten gevolge van een stormvloed. In 1466 namen de inwoners van Appingedam de verplichting op zich om de dijk Inden hoep rond een niet met name genoemde kolk in de Zomerdijk te herstellen. We mogen aannemen dat dit Overtocht betreft. Bij de kolk bevond zich wellicht eerder een duiker (of een zijltje), die het overtollige water van de lage landen ten noorden van Wagenborgen vanuit het Stinkvaardermaar via de Krommesloot en het Hondshalstermaar op de Dollard kon lozen. Door de dijkdoorbraak raakte deze afwatering geblokkeerd. 
Wagenborgen kreeg vervolgens in 1471 toestemming zijn water via het Farmsumermaar naar de sluis bij Farmsum te leiden. Het kanaaltje bood ook daarna een mogelijkheid om per schip de Dollard te bereiken, waarbij men bij Overtocht wellicht de schuiten over de dijk heeft moest trekken. De naam Oevertocht wordt voor het eerst in 1548 vermeld.
In 1580 kreeg ook het buitendijkse gebied van Noordbroek, Scheemda, Midwolda, Wagenborgen en Woldendorp tijdelijk toestemming om het overtollige water bij Farmsum te lozen. Daarvoor moest de afwatering van het het gebied – vermoedelijk vanuit het Hondshalstermaar – via een verlaat ter breedte van 6 voet (1,80 m) bij de Zomerdijk naar het Farmsumermaar worden geleid. Kennelijk heeft men hiervoor de Krommesloot weer uitgediept. Het kanaal moest op een breedte van 8 voet (2,40 m) krijgen; de opening kon worden afgesloten met een schuif. Het binnendijkse kanaaltje lag op de grens met Weiwerd en werd daarom ook Weiwerdertocht genoemd. Aan de zuidkant van de sloot lag een dijkje dat mogelijk diende als toegangsweg.
Later de Tachtigjarige Oorlog, omstreeks 1585, hebben Spaanse troepen bij Overtocht een schans aangelegd.
Na het herstel van de zeedijken na 1594 leidde men het water van de landerijen ten zuiden van de Zomerdijk naar het noorden via de dijksloot bij Stokkerij en een duiker bij Overtocht naar het Stinkvaartsmaar, totdat er in de 19e eeuw poldermolens langs de kanalen werden gebouwd die het mogelijk maakten het water direct in deze kanalen te lozen.
Groningen: Steden en dorpen      Nederland: Provincies · Gemeenten